# Djibrail Kassab
Djibrail Kassab (* 4. August 1938 in Telkef) ist emeritierter Erzbischof ad personam von Sankt Thomas der Apostel in Sydney.

## Leben
Djibrail Kassab empfing am 19. Januar 1961 die Priesterweihe und wurde in den Klerus des Erzbistums Bagdad inkardiniert. Papst Johannes Paul II. ernannte ihn am 24. Oktober 1995 zum Erzbischof von Bassora.
Die Bischofsweihe spendete ihm der Patriarch von Babylon und Erzbischof von Bagdad, Seine Seligkeit Raphael I. Bidawid, am 5. Mai des nächsten Jahres; Mitkonsekratoren waren Georges Garmou, Erzbischof von Mosul, Karim Geries Mourad Delly, Weihbischof in Babylon, Hanna Markho, Erzbischof von Erbil, und Ibrahim Namo Ibrahim, Bischof von Saint Thomas the Apostle of Detroit.
Am 21. Oktober 2006 wurde er zum Erzbischof ad personam von Sankt Thomas der Apostel in Sydney ernannt.
Papst Franziskus nahm am 15. Januar 2014 seinen altersbedingten Rücktritt an.